# Arraya Tower
Arraya Tower (arab. ‏برج الراية الثاني‎) – wieżowiec w Kuwejcie, którego budowę ukończono w 2009 roku. Był to najwyższy budynek w Kuwejcie do 2011 roku, gdy zbudowano Al Hamra Tower.

## Historia
W 2005 roku gmina miejska podniosła ograniczenie wysokości nowych wieżowców do 100 pieter. Budowę wieży rozpoczęto w 2005 roku na terenie starszej już istniejącej dzielnicy mieszkaniowej. Powstała ona obok kompleksu handlowego Arraya i miała być początkiem budowy nowej dzielnicy biznesowej. Projekt przygotowała Fentress Architects we współpracy z PACE.
W 2009 roku Council on Tall Buildings and Urban Habitat uznało ją za 4. najwyższy budynek świata ukończony w 2009 roku.

## Opis
Budynek ma oszklonaą fasadę od strony północnej. Aby podnieść efektywność energetyczną budynku, zastosowano wysokowydajne, niskoemisyjne szkło, z selektywną spektralnie powłoką o wysokim współczynniku zacienienia. Z tej strony umieszczono główne wejście, a z okien roztacza się widok na Zatokę Kuwejcką. Ściana zachodnia została wykonana z betonu. Budynek ma sześćdziesiąt kondygnacji i wysokość 300 metrów (w tym 45-metrową iglicę). W budynku zamontowano 16 szybkobieżnych wind.